# Borrell I. od Pallarsa
Borrell I. od Pallarsa (španjolski Borrell I de Pallars) (umro prije 994.) bio je španjolski plemić te grof Pallarsa.
Bio je sin grofa Lopea I. i njegove žene, Gotrude od Cerdañe, te brat grofa Ramóna II. i grofa Suñera I., s kojima je vladao Pallarsom.
Oženio je damu Ermentrudu, čiji su roditelji nepoznati.
Ermentruda i Borrell bili su roditelji grofa Ermengola I. od Pallarsa, Isarna, Mirona (Miró), Vilima, Ermengarde i Ave (spomenuta u oporuci svoga oca kao "filia mea Ava"; to jest, "moja kći Ava").